# Тім Данкан
Тімоті (Тім) Теодор Да́нкан (англ. Timothy Theodore "Tim" Duncan; нар. 25 квітня 1976, Кристіанстед, Санта-Крус, Американські Віргінські Острови)) — американський професійний баскетболіст. Упродовж 19 років виступав за команду НБА «Сан-Антоніо Сперс» під 21 номером. Позиція — Важкий форвард/Центровий. Він здобув 5 чемпіонств НБА, 2 нагороди найціннішому гравцю регулярного сезону і 3 - фіналу НБА, а також нагороду найкращому новачку НБА. Бронзовий призер Олімпійських ігор 2004 року, чемпіон Універсіади 1995 року, чемпіон Америки 1999 і 2003 років. Його 14 разів обирали на матч всіх зірок і він став першим гравцем, якого обирали до Збірної всіх зірок НБА та Збірної всіх зірок захисту НБА 13 сезонів поспіль.
Данкан починав свою кар'єру як плавець, але почав займатися баскетболом у 9 класі, після того як ураган Г'юго знищив єдиний басейн Олімпійського зразка в його рідному місті Санта-Крус на Віргінських островах. Пізніше він став лідером команди старшої єпископальної школи Святого Данстена, а згодом - у Вейк-Форестському університеті, де він виступав за команду Дімен Дікенс. Чудова гра в коледжі забезпечила йому отримання таких студентських баскетбольних нагород як: приз Нейсміта найкращому гравцеві року серед студентів, приз імені Оскара Робертсона і приз імені Джона Вудена. Коли він закінчив коледж, то виставив свою кандидатуру на драфті НБА 1997, де його обрала команда «Сан-Антоніо Сперс» під 1 номером. Його список досягнень підкреслюється виграними командою Сперс, під його проводом, п'ятьма чемпіонствами НБА за 1999, 2003, 2005, 2007 та 2014 роки, що дало підстави експертам визнати його одним із найкращих важких форвардів за всю історію НБА.
Поза майданчиком, Данкан відомий як тиха та скромна людина, яка займається благодійністю. Він отримав диплом з відзнакою в галузі психології та створив Фонд Тіма Данкана для підвищення загальної інформованості про здоров'я і фінансування освіти та юнацького спорту в різних частинах Сполучених Штатів.

## Життєпис

### Ранні роки
Тім — єдиний син акушерки Айони і каменяра Вільяма Данканів. Разом з батьками й старшими сестрами Черіл і Трішою він жив у Кристіанстеді, місті на острові Санта-Крус, одному з головних островів, що входять до складу держави Американських Віргінських островів. У школі Данкан був старанним учнем і мріяв стати плавцем як його сестра Тріша. Його батьки були тільки за, і Тім почав займатися плаванням. Він виділявся на тлі однолітків і ставав переможцем на багатьох дистанціях вільним стилем. Маючи непогані результати, юнак поставив перед собою завдання участі в Літніх олімпійських іграх 1992 року в Барселоні в складі збірної США.
Але після того, як 1989 року ураган Г'юго зруйнував єдиний на островах п'ятидесятиметровий басейн, Данкану довелося плавати у відкритому океані. Це швидко відбило в нього бажання займатися плаванням, оскільки Тім дуже боявся акул. Незабаром, незадовго до свого чотирнадцятиріччя, Данкана вхопив ще один емоційний удар: у його матері виявили рак молочної залози, у результаті якого вона згодом померла. Ще за життя мати взяла з Тіма і дочок обіцянку закінчити коледж і здобути диплом. Це пояснює його небажання згодом покидати коледж раніше випуску. Данкан більше ніколи не брав участь у змаганнях з плавання і за напучуванням свого шурина вирішив займатися баскетболом.
Спочатку Данкан мав великі проблеми з адаптацією в новому для себе виді спорту. Ненсі Помрой, спортивний директор школи на Сен-Круа, говорила: «Данкан був величезним. Таким великим та високим, але страшенно незграбним тоді». Тім подолав свої проблеми за час навчання в єпископальній школі Святого Данстена і на останньому році навчання, граючи за місцеву команду, набирав в середньому 25 очок за матч. Його гра привернула увагу відразу декількох університетів. Зокрема, у тренера баскетбольної команди Вейк-Форестського університету Дейва Одома зріс інтерес до гравця після того, як 16-річний Данкан зіграв на рівних з зіркою НБА Алонзо Моурнінгом у грі 5 на 5. Одом шукав високого, фізично сильного, гравця для гри під кільцем. Тренер спочатку поводився обережно з гравцем, особливо під час першої їхньої зустрічі, під час якої Данкан байдуже реагував на більшу частину зі сказаного Одомом. Наставник вважав, що у Данкана слабкий рівень баскетбольної підготовки, набутої на Віргінських островах. Втім, після першої розмови з Данканом, Одом зрозумів, що це така манера гравця слухати уважно, а також виявив, що Данкан не лише фізично обдарований, але також легко навчається. У підсумку, попри пропозиції Гартфордського університету, Делаверського університету, а також коледжу Провіденса, Данкан вибрав Вейк-Форестський університет і місцеву команду, яку тренував Одом, під назвою «Дімен Дікенс».

### Вейк-Форестський університет
За рік до прибуття Данкана, у сезоні 1992–93, Дімен Дікенс досягнули I дивізіону NCAA, але потім втратили свого основного бомбардира Родні Роджерса, який виставив свою кандидатуру на драфті НБА 1993. У сезоні 1993–94 тренер Дейв Одом збирався редшертувати Данкана, але був змушений задіяти його в грі після того, як ще одному новачкові Мактарові Н'Діає NCAA заборонила виступати через порушення правил і зрештою того відправили в was Мічиган Вольверінз.. Попри ігрові проблеми (так, у першій грі за коледж Тім не набрав жодного очка), у своєму стартовому сезоні Данкан разом зі своїм партнером Рендольфом Чілдрессом стали упродовж сезону лідерами «Дікенс», і команда закінчила сезон з показниками перемог-поразок 20-11. У той час стиль гри Данкана був простий, але ефективний: комбінуючи часті руки в зоні лоу-пост, кидки з середньої дистанції, а також використовуючи жорсткий захист, центровий набирав достатньо багато очок. У 1994 році Тіма взяли в склад збірної США для участі на іграх доброї волі. Тим часом, Данкан старанно працював над науковим ступенем з психології, а також відвідував заняття з антропології та китайської літератури. За Данканом незабаром закріпилася стійка репутація спокійного і врівноваженого гравця, і фанати команд-суперниць по чемпіонату стали уїдливо називати його «Містер Спок» на честь героя популярного серіалу «Зоряний шлях».
У сезоні 1994-1995 другорічника стали називати одним із найцікавіших проспектів для НБА нарівні з такими гравцями, як Джо Сміт, Рашид Воллес і Джеррі Стекгауз. Генеральний менеджер «Лос-Анджелес Лейкерс» Джеррі Вест вважав, що Данкан може стати одним із найкращих виборів на драфті НБА 1995 року, якщо залишить коледж раніше часу. Але Данкан запевнив всіх, що не піде в професіонали, допоки не отримає диплом, навіть попри плани НБА щодо збільшення стелі зарплат для новачків. Гравець втрачав можливість заробити багато грошей, але, втім, вирішив продовжити своє навчання. У тому сезоні Данкан привів «Дімен Дікенс» до фінальної гри у конференції Атлантичного узбережжя проти ведених Рашидом Воллесом «Тар Гілз» з Університету Північної Кароліни. У цій грі Данкан повністю нейтралізував Воллеса, а Чілдресс оформив перемогу своїм кидком за чотири секунди до закінчення овертайму. На турнірі NCAA «Дімен Дікенс» дісталися шістнадцятки найкращих команд всього студентського баскетболу, і наступною їх грою стала зустріч з командою з Університету Оклахоми. У тій грі Данкан набрав 12 очок, зробив 22 підбирання і додав до цього 8 блокшотів, але його команда все одно поступилася 71-66. Проте, Данкан закінчив сезон з показниками 16,8 очка і 12,5 підбирання в середньому за гру, дістав приз «Найкращий захисний гравець року» став третім в історії NCAA блокувальником з показником 3,98 блокшота в середньому за гру. Також того року його вибрали в команду всіх зірок конференції Атлантичного узбережжя, що Данкан з успіхом повторить і в двох наступних сезонах.
У наступному сезоні NCAA 1995-1996 Вейк-Форестський університет втратив Чілдресса, який вирішив спробувати свої сили в НБА. Це дало Данкану чудову можливість продемонструвати свої лідерські якості, а його недосвідчена команда програла лише чотири гри за весь сезон у конференції Атлантичного узбережжя. «Дімен Дікенс» знову виграли фінал своєї конференції, але під час турніру 16 найкращих команд NCAA Данкан захворів на грип, і команда зупинилася лише в одній перемозі від фінальної четвірки, чотирьох найсильніших команд турніру. Данкан завершив черговий видатний сезон з 19,1 очками та 12,3 підбираннями в середньому за гру і знову його обрали найкращим захисним гравцем року і найкращим гравцем конференції. По закінченні сезону зірка Вейк-Форестського університету знову опинилася в центрі чуток про майбутній драфт НБА, але зрештою Данкан вирішив залишитися в коледжі.
В сезоні 1996-1997 Данкану прийшла допомога в особі майбутнього гравця НБА Лорена Вудса, зріст якого становив 216 см. Це послабило тиск на Данкана під кільцем. «Дікенс» виграли перші 13 ігор в сезоні, але потім трапився затяжний спад, і команда втратила всі надії на перемогу в конференції. Гонитва за титулом чемпіона NCAA завершилася після поразки з рахунком 72-66 від команди Стенфордського університету, веденої майбутнім розігруючим клубів НБА Бревіном Найтом. Попри це, Данкан провів чудовий сезон, набираючи в середньому за гру 20,8 очка, роблячи 14,7 підбирання і віддаючи 3,2 передачі при 60,6 % точних влучень з гри. Данкан виграв приз «Найкращому захисному гравцеві» в рекордний третій раз поспіль. Крім того, Данкана було обрано в символічну збірну зірок студентського чемпіонату вдруге, одностайно визнано найкращим гравцем за версією баскетбольних журналістів, а також він завоював приз Нейсміта найкращому гравцеві року серед студентів. У сезоні 1996-1997 Тім лідирував у I дивізіоні NCAA за підбираннями, був десятим за блокшотами (3,3 в середньому за гру) і 28-м за набраними очками (20,8 в середньому за гру). Гравець знову отримав нагороду найкращого гравця своєї конференції, і в 1997 році отримав приз імені Джона Вудена як найкращий гравець всього чемпіонату NCAA на думку спортивних коментаторів і репортерів.
На відміну від багатьох інших зірок НБА — Кевіна Гарнетта, Джермейна О'Ніла, Трейсі Макгреді або Кобі Браянта, які заграли в НБА відразу після школи, оминаючи коледж, — Данкан залишився в коледжі на всі 4 роки навчання. Протягом цього періоду він завоював дві нагороди найкращого гравця конференції Атлантичного узбережжя і три призи найкращого захисного гравця. Також центровий виграв з командою три чемпіонати своєї конференції від 1995 до 1997 року і був обраний у команду всіх зірок за цей період. 1996 року його названо найціннішим гравцем конференції. Крім того, в 1996 році Данкан лідирував у конференції за очками, підбираннями, відсотком влучень з гри і блокшотами, ставши першим гравцем в історії дивізіону, який лідирував у цих чотирьох категоріях одночасно. Спортсмен виграв з командою за цей час 97 ігор при 31 поразці і закінчив свою кар'єру в коледжі другим за блокшотами за всю історію NCAA, а також став одним з десяти гравців, які набрали більш як 2000 очок і зробили понад 1000 підбирань за студентську кар'єру. Данкан став першим гравцем в історії NCAA, які набрали 1500 очок, зробили 1000 підбирань, 400 блокшотів і 200 передач. Він покинув коледж як найкращий блокувальний в історії конференції з 481 блокшотами і другий за блокованими кидками за всю історію NCAA після Едонала Фойла. Крім того, гравець став третім за підбираннями (1570) в конференції за всю її історію. У підсумку Тім Данкан, діставши диплом, вирішив виставити свою кандидатуру на драфті НБА 1997 року.

### Вежі Близнюки (1997-2003)

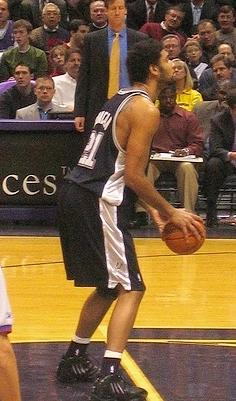
Данкан виконує штрафний кидок

У 1997 році на драфті НБА Данкана під першим номером вибрала команда «Сан-Антоніо Сперс». В сезоні 1996-1997 багато гравців команди пропускали велику кількість ігор через травми. Їхній лідер Девід Робінсон, сам перший номер драфту 1987 року, був травмований більшу частину сезону, а команда завершила сезон з 20 перемогами при 62 поразках. Однак, вже в майбутньому сезоні «Сперс» розглядали як потенційну загрозу для фаворитів ліги. З досвідченим центровим в особі Робінсона і першим номером драфту Данканом команда мала одну з найкращих передніх ліній в НБА. Данкан і Робінсон стали відомі як «Вежі Близнюки», заробивши таке прізвисько за свій неймовірний захист під кільцем, змушуючи супротивників здійснювати кидки з меншим відсотком влучень з більшої відстані. З моменту своєї появи в НБА Данкан показав себе висококласним гравцем. Так у другій своїй грі в кар'єрі на виїзді проти «Чикаго Буллз» Тім зробив 22 підбирання, граючи проти Денніса Родмана, багаторазового лідера НБА за підбираннями і володаря призу найкращого захисного гравця року. У 1998 році тренери обрали Данкана для участі у матчі всіх зірок НБА. У своєму першому сезоні в НБА Данкан виправдав покладені на нього сподівання першого номера драфту, зігравши в стартовій п'ятірці всі 82 матчі регулярного чемпіонату, набираючи в середньому за гру 21,1 очки, роблячи 11,9 підбирань, 2,7 передач і 2,5 блокшоти. Гра в захисті гарантувала Данкану попадання у другу п'ятірку збірної всіх зірок захисту НБА. Він також завоював приз новачка року. Тренер «Сперс» Грегг Попович хвалив Данкана за його моральні якості, заявляючи, що: «поведінка новачка була просто видатною», і що Данкан «ніколи не буває занадто пригніченим або розслабленим». Подібні слова говорив і Робінсон: «Я пишаюся його ставленням до справи і зусиллями, які він докладає, щоб стати висококласним гравцем».
«Сперс» посіли п'яте місце в своїй конференції за підсумками регулярного чемпіонату, що дозволило їм взяти участь в іграх плей-оф 1998 року. Перша ж гра на виліт проти команди «Фінікс Санз» спочатку складалася для Данкана невдало. Бачачи це, тренер «Санз» Денні Ейндж дав вказівку своїм гравцям менше грати з новачком у захисті, переключившись на інших суперників. Відповіддю Данкана стали 32 очки та 10 підбирань у першій грі і 16 очок і 10 підбирань у другій. Багато в чому завдяки молодому центровому «Сперс» виграли серію у «Фінікса» з рахунком 3-1. Однак, вже в наступному раунді «Сан-Антоніо» поступилися майбутнім чемпіонам Західної конференції команді «Юта Джаз». Данкану довелося грати проти Карла Мелоуна, важкого форварда, пізніше занесеного в Баскетбольну Залу слави. Тім перевершив Мелоуна за очками у перших двох іграх серії, але попри це, «Сперс» обидві зустрічі програли. І вже в наступних матчах серії Мелоун «задавив» молодого гравця в захисті і перевершив у нападі, набираючи 18, 34 та 24 очки в іграх з 3-ї по 5-ту (проти 10, 22 і 14 очок Данкана відповідно).
У скороченому через локаут сезоні 1998-99 «Сперс» показали слабкий старт з показниками 6-8 і на Попповича відразу повалився шквал критики. Однак, лідери команди, Робінсон і Данкан, підтримали тренера і видали після цього чудовий відрізок, перемігши 31 раз при п'яти поразках. Другорічник набирав у регулярному чемпіонаті 21,7 очка, 11,4 підбирання, 2,4 передачі і 2,5 блокшота в середньому за матч, потрапивши і в збірну всіх зірок і в збірну всіх зірок захисту. В іграх плей-оф 1999 року в першому раунді «Сан-Антоніо» обіграли «Міннесоту Тимбервулвз» 3-1, потім розгромили «Лос-Анджелес Лейкерс» і «Портленд Трейл-Блейзерс» 4-0, і, нарешті, у фіналі вони розгромили «Нью-Йорк Нікс» 4-1. На цю серію свого місцевого героя приїхало підтримати велика кількість шанувальників з Віргінських островів, і вони не виявилися розчаровані у своїх сподіваннях. У перших двох фінальних іграх «Вежі Близнюки» перевершили своїх опонентів з «Нікс», Кріса Дадлі і Ларрі Джонсона, за всіма показниками, набравши 41 очко, зробивши 26 підбирань і 9 блокшотів, проти 5 очок, 12 підбирань і 0 блокшотів суперників. Після поразки в третьому матчі серії, в якій Данкан не набрав жодного очка у третій чверті і зробив 3 втрати в четвертій, Тім приніс команді перемогу в четвертій грі фіналу, набравши 28 очок і зробивши 18 підбирань. У п'ятій грі за рахунку 77-76 на користь «Сперс» за кілька секунд до закінчення зустрічі м'ячем володів «Нью-Йорк». «Подвійний захист» у виконанні Данкана і Робінсона змусив свінгмена «Нікс» Латрелла Спрюелла промахнутися, і «Сперс» перемогли. Впевнена гра Данкана як у п'ятій грі (31 очко і 9 підбирань), так і у всій фінальній серії забезпечила йому звання MVP фіналу, а його команді перше в історії чемпіонство. Після фіналу журнал Sports Illustrated написав, що «Сперс» більше не відомі як «роззяви з Сан-Антоніо». Також видання висловило захоплення MVP фіналу Данкану, який пізніше зазначив: «Це щось неймовірне. Ми до кінця концентрувалися на нашій перемозі і вирвали її». А пізніше Грегг Попович сказав тренеру команди, що програла Джеффові Ван Ганді: «У мене є Тім (Данкан), а у тебе немає. Ось і вся різниця».
У сезоні 1999-2000 Данкан тільки підтвердив свою репутацію. Він набирав 23,2 очки, робив 12,4 підбирання, 3,2 передачі і 2,2 блокшота в середньому за матч, заробивши своєю грою друге потрапляння в команду всіх зірок і в команду всіх зірок захисту, а його визнали MVP матчу всіх зірок НБА спільно з Шакілом О'Нілом. Втім, «Сперс» провели дуже невдалий для себе плей-оф. Незадовго до закінчення регулярного чемпіонату Данкан травмував меніск і не зміг взяти участі в жодному матчі плей-оф. Багато в чому через це «Сперс» вилетіли в першому раунді, програвши «Фініксу» 3-1. Але вже в наступному сезоні 2000-01 Данкан і «Сан-Антоніо» показали себе з найкращого боку. 22,2 очка, 12,2 підбирання, 3,0 передачі і 2,3 блокшота в середньому за гру принесли гравцеві чергові виклики в перші п'ятірки команд всіх зірок НБА і всіх зірок захисту НБА. В іграх плей-оф 2001 «Сперс» спочатку вибили «Міннесоту» 3-1, потім перемогли «Даллас Маверікс» 4-1, але програли чотири зустрічі поспіль у фіналі конференції команді «Лос-Анджелес Лейкерс», лідерами якої були Шакіл О'Ніл і Кобі Браянт.
Після двох невдач підряд у плей-оф Данкан в сезоні 2001-02 провів один із найкращих для себе чемпіонатів. Він показав найкращі результати в кар'єрі за очками (25,5), підбираннями (12,7), передачами (3,7) і блокшотами (2,5) в середньому за гру. До того ж гравець лідирував у лізі за кількістю кидків з гри (764), за штрафними кидками (560), а також за підбираннями (1042). Разом з черговими попаданнями в перші п'ятірки команд всіх зірок і всіх зірок захисту НБА Данкан був названий MVP ліги, ставши лише другим гравцем в історії «Сан-Антоніо Сперс» після Девіда Робінсона, удостоєним такої нагороди. Разом з тим, команда зіткнулася з проблемою Робінсона. Справа в тому, що ветеран більше був не в змозі показувати високий рівень майстерності на тривалому проміжку часу, і все частіше доводилося використовувати запасного центрового Маліка Роуза. В іграх плей-оф 2002 «Лос-Анджелес Лейкерс» за всіма статтями переграли команду з Сан-Антоніо. Команда Данкана поступилася 4-1 в серії майбутнім чемпіонам при повному домінуванні центрового «Озерників» Шакіла О'Ніла. Данкан, що набрав 34 очки і рекордні в історії франшизи 25 підбирань у п'ятій грі, перебував у цілковитій фрустрації. Попри це, сайт Espn.go.com охарактеризував гру Данкана як «феноменальну» і розкритикував його партнерів по команді, вказуючи що «Данкан забив 11 з 23 кидків з гри і 12 з 14 штрафних, додавши до цього 4 передачі та 2 блокшоти, і вчергове не отримав належної підтримки». Також Робінсон зазначив, що «Лейкерс» були просто сильнішими, як і в попередній зустрічі в плей-оф.

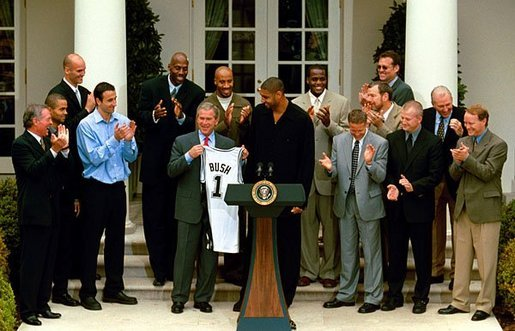
Тім з командою на прийомі в Білому домі з нагоди перемоги в чемпіонаті 2003

Сезон 2002-03 показав, що Данкан не збирається зупинятися на досягнутому. Гравець набирав в середньому 23,3 очки і показав найкращі показники в кар'єрі за підбираннями, передачами і блокшотами в середньому за гру (12,9, 3,9 та 2,9 відповідно). За підсумками чемпіонату Данкан знову потрапив до команди всіх зірок і всіх зірок захисту НБА. Все це в підсумку привело до другої нагороди MVP ліги. Разом з тим, у 37 років Девід Робінсон оголосив про закінчення кар'єри після сезону, і Попович урізав його ігровий час в іграх регулярного чемпіонату, щоб зберегти сили на плей-оф. «Сперс» легко потрапили в плей-оф 2003, посівши перше місце у конференції з показниками 60-22. Хоча в «Сан-Антоніо» тепер було 2 нових висококласних атакувальних гравці в особі Тоні Паркера і Ману Джинобілі, під час плей-оф саме Данкан зробив вирішальний внесок у перемогу у півфінальній серії проти «Лейкерс». В цих матчах Тім, якому протистояв форвард Роберт Оррі, повністю домінував на паркеті. Шосту гру серії Данкан завершив з 37 очками та 16 підбираннями, дозволивши тренеру «Сперс» Греггу Поповичу взяти тайм-аут за 2:26 до закінчення зустрічі, в якому він попросив гравців не занадто сильно святкувати перемогу. «Сперс» з лишком зробили це після шостої фінальної гри проти «Нью-Джерсі Нетс». Таким чином, команда «Сан-Антоніо Сперс» завоювала своє друге в історії чемпіонство. За допомогою Робінсона Данкан майже виконав квадрупл-дабл у фінальній грі і був названий MVP фіналу. Данкан так говорив про перемогу: «ми Всі були впевнені, що це станеться, що ми хочемо повернути гру в наш бік, і це відбулося», але був засмучений відходом Робінсона після завоювання ним другого чемпіонського персня. Завдяки захопливій грі в складі «Сперс» Данкан і Робінсон були названі журналом Sports Illustrated «спортсменами року».

### Лідеркоманди(2003-2007)
Перед початком сезону 2003-04 «Сперс» втратили свого багаторічного капітана Девіда Робінсона, який завершив кар'єру. Зваливши на себе тягар лідерства, Данкан повів за собою ґрунтовно змінену команду, в якій знайшлося місце словенському центровому Рашо Нестеровичу, корифею гри в обороні Брюсу Бовену, аргентинському атакувальному захиснику Ману Джинобілі і молодому французькому розігрувальному Тоні Паркеру. З лавки запасних команді в будь-який момент могли допомогти важкий форвард Роберт Оррі, турецький універсал Хедо Туркоглу і ветерани Малік Роуз і Кевін Вілліс. Звертаючись потім до цього періоду, Робінсон говорив, що Данкану знадобився деякий час, щоб по-справжньому розкрити свої лідерські якості. Статистично Данкан провів черговий чудовий сезон, набираючи 22,3 очки, роблячи 12,4 підбирання, 3,1 передачі і 2,7 блокшота в середньому за гру. Гравець довів команду до півфіналу Західної конференції, де їх чекала зустріч з «Лос-Анджелес Лейкерс». Початок серії пройшов у рівній боротьбі (2-2 після чотирьох ігор), але у п'ятій грі стався переломний момент. Наприкінці Данкан чудовим кидком вивів «Сперс» вперед на одне очко за 0,4 сек до закінчення зустрічі. Але, попри незначний залишок часу, розігрувальний «Лейкерс» Дерек Фішер встиг закинути м'яч у кошик разом з сиреною і приніс перемогу своїй команді. У підсумку «Сперс» програли серію 4-2, а Данкан відзначив потужний захист суперника як одну з причин поразки.

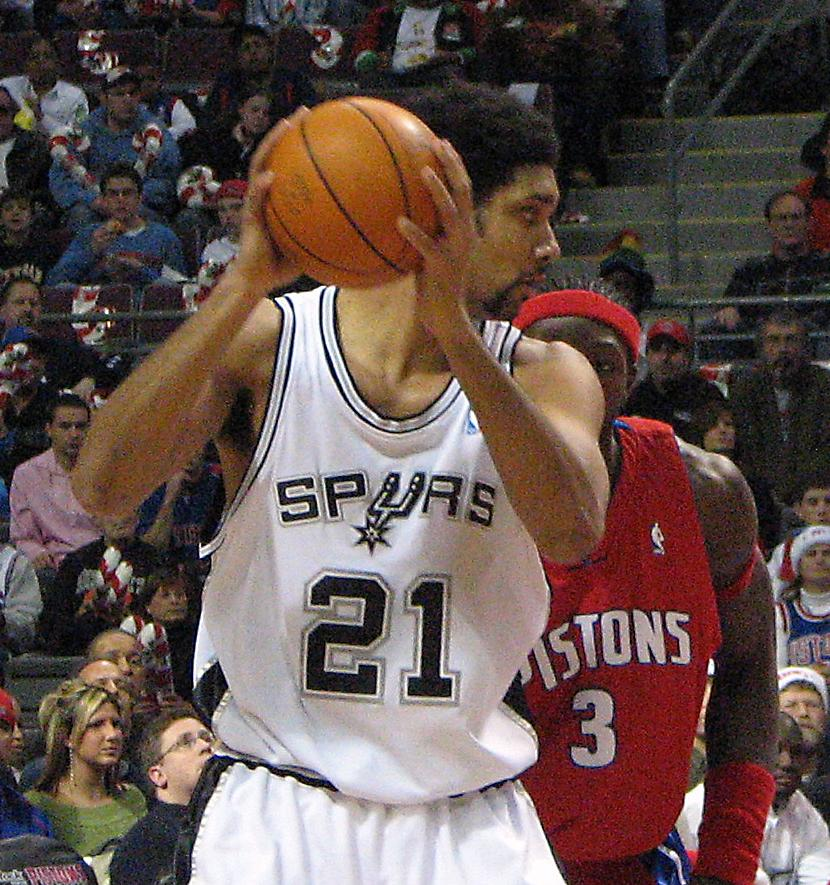
Данкан проти Бена Воллеса

Данкан і його «Сперс» знову заявили про себе під час наступного сезону 2004-05. Попри невеликий спад в грі нового капітана (20,3 очок, 11,1 підбирання, 2,7 передачі і 2,6 блокшота в середньому за гру), «Сперс» посіли друге місце у своїй конференції, вигравши 59 зустрічей. У першому раунді плей-оф 2005 «Сан-Антоніо» вибили «Денвер Наггетс» з рахунком 4-1 і в півфіналі зустрілися з командою ««Сієтл Суперсонікс». Після нічиєї (2-2) в перших чотирьох матчах Данкан допоміг команді здобути дві вирішальні перемоги і вийти у фінал конференції, де їм протистояв «Фінікс Санз», відомий своїм швидкісним баскетболом. «Сперс» розгромили суперників їх власною зброєю 4-1 і вийшли у фінал, де на них чекав «Детройт Пістонс». У фінальній серії Данкану протистояв неодноразовий володар призу «найкращому захисному гравцеві НБА», містер «Біг-Бен», Бен Воллес. Після перших двох ігор, у яких «Сперс» здобули переконливі перемоги, «Пістонс» стали застосовувати до Данкана подвійну опіку і змусили його грати далеко від кільця. У підсумку, в наступних чотирьох іграх «Детройт» виграв 3 рази при одній поразці, і в серії встановилася рівність 3-3. Але в сьомій, вирішальній грі фіналу, Данкан був нестримний: його 25 очок і 11 підбирань принесли команді перемогу як у матчі, так і в серії. Разом з третім чемпіонським перснем Данкан завоював свою третю нагороду MVP фіналу, ставши в один ряд з такими гравцями, як Майкл Джордан, Меджик Джонсон і Шакіл О'Ніл.
Більшу частину сезону 2005-06 Данкан страждав через плантарний фасциїт. Це стало однією з причин зниження його статистичних показників (18,6 очка, 11,0 підбирання, 3,2 передачі і 2,0 блокшота в середньому за гру) і непотрапляння в команду всіх зірок НБА вперше за 9 років. Форвард набрав форму до серії плей-оф проти «Даллас Маверікс», в якій Данкан перевершив за середніми очками за гру (32,2 до 27,1) лідера суперників, німецького форварда Дірка Новіцкі. У цій серії ні Новіцкі, ні центровий «Маверікс» Ерік Дамп'єр не могли зупинити Данкана в грі один-на-один. Але після нічиєї у перших шести матчах серії саме Данкан став антигероєм сьомої вирішальної зустрічі. Попри те, що лідер «Сперс» набрав 39 очок в основний час матчу і змусив піти з майданчика раніше часу через перебір фолів Дамп'єра і Кіта ван Горна, його промахи в овертаймі (лише одне влучення з семи), де йому протистояв запасний центровий «Далласа» Десагана Діоп, призвели до того, що «Сперс» програли.
Втім, наступний сезон НБА 2006-07 став для Данкана і його команди тріумфальним. Гравець набирав 20,0 очок, робив 10,6 підбирань, 3,4 передачі і 2,4 блокшота в середньому за гру і був обраний в команду всіх зірок НБА від західної конференції вже вдев'яте. У першому раунді плей-оф 2007 Данкан допоміг «Сперс» обіграти «Денвер Наггетс» 4-1. У другому раунді був обіграний «Фінікс Санз» 4-2, а у фіналі конференції — «Юта Джаз» 4-1. У фіналі НБА команді протистояв Леброн Джеймс і його «Клівленд Кавальєрс». «Сперс» легко перемогли 4-0, завоювавши четверте чемпіонство в своїй історії. Данкан оголосив, що це чемпіонство було «найкращим» з усіх чотирьох, але визнав, що зіграв «не на належному рівні». Це підтвердилося на голосуванні «найціннішого гравця фіналу НБА», у якому Данкан отримав лише один голос з десяти. Його колеги були більш вдячні Данкану: зокрема, екс-одноклубник Девід Робінсон назвав час, за який «Сперс» виграли всі свої титули, «ерою Данкана», а також відзначив його лідерські якості. Грегг Попович також похвалив Данкана: «Тім — спільний знаменник. У різні роки його оточували абсолютно різні гравці: і в 99-му, і в 03-му, і в 05-му. Він добре сходився з усіма. З ним так легко грається, його навички настільки фундаментальні і міцні, що здається, що інші люди можуть покращувати свою гру, просто перебуваючи поруч з ним». Комісар НБА Девід Стерн додав: «Данкан — гравець на століття. Я дуже люблю теніс і вважаю, що Піт Сампрас — один з великих тенісистів. Так, він не Андре Агассі або Джон Макінрой. Він просто один з найвидатніших гравців в історії. Ви хапаєтеся за великих гравців, як тільки знаходите їх».

### Гонитва за п'ятим чемпіонством (2007-2014)

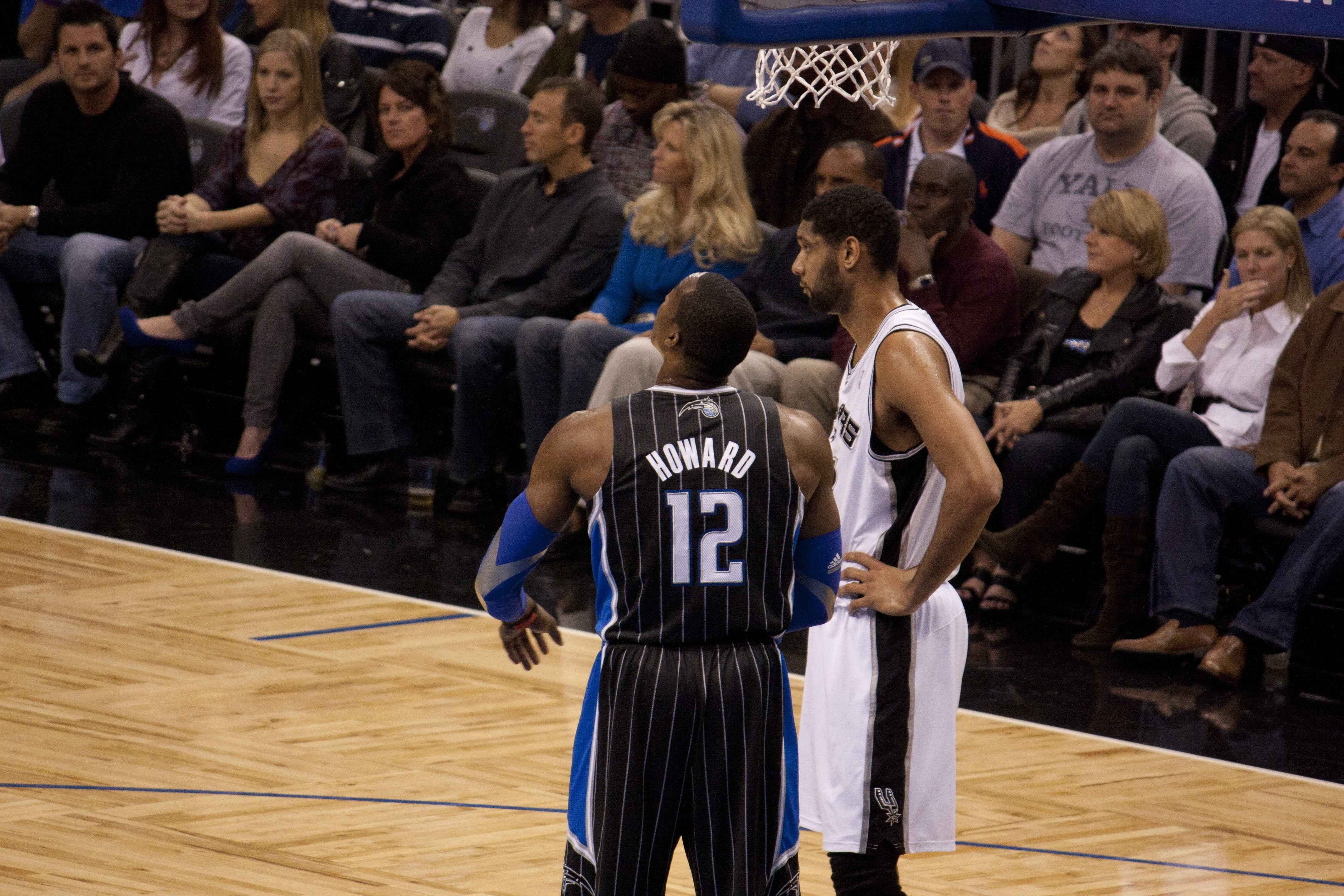
Данкан і Двайт Говард

Сезон 2007-08 команда «Сан-Антоніо» завершила з показниками 56-26, посівши у своїй конференції третє місце після «Лейкерс» і «Нью-Орлін Горнетс». Данкан взяв участь у 78 матчах регулярного чемпіонату і набирав звичні для себе 20/10 за гру. У першому раунді плей-оф 2008 суперником «Сперс» став «Фінікс Санз». «Санз», програвши «Сан-Антоніо» у трьох з чотирьох останніх їхніх зустрічах в плей-оф, були сповнені рішучості взяти реванш, тим більше команда зміцнилася чотириразовим чемпіоном НБА Шакілом О'Нілом. Але вже в першій грі Данкан задав тон цій серії, набравши 40 очок і закинувши рідкісний для себе триочковий, який перевів гру у другий овертайм. Тріо у складі Данкана, Джинобілі і Паркера продовжувало грати на піку форми решту серії, і «Сперс» вибили «Санз» у п'яти матчах. У першій грі наступного раунду проти веденого Крісом Полом «Нью-Орлеана» «Сперс» програли 101-82, а Данкан провів одну з найгірших ігор у плей-оф у кар'єрі, набравши лише 5 очок і зробивши 3 підбирання. «Сан-Антоніо» поступилися і в другій грі серії, але відновили рівновагу в третій і четвертій іграх. У четвертій грі Данкан був найкращим: його 22 очки, 15 підбирань і 4 блокшоти принесли команді перемогу. У шостій грі Тім набрав 20 очок і зробив 16 підбирань, а в сьомій «Сперс», завдяки великому досвіду гри в плей-оф, вирвали перемогу в серії. Але у фіналі конференції «Лос-Анджелес Лейкерс» легко перемогли «Сан-Антоніо» у п'яти матчах, і Данкан знову зупинився в кроці від чергового чемпіонства.
Данкан потужно розпочав сезон 2008-09. Але в його середині у гравця стався спад, викликаний серйозними проблемами з підколінним сухожиллям. Попри проблеми Данкана і вибуття на весь сезон Джинобілі, команда потрапила в плей-оф 2009, посівши третє місце у своїй конференції з показниками 54-28. І хоча в команді було багато ветеранів (Брюсові Бовену, Майклові Фінлі і Куртові Томасу було далеко за 30), «Сперс» продовжували вважати одним з фаворитів чемпіонату. Але зусиль Данкана і Паркера не вистачило, щоб запобігти розгрому від «Даллас Маверікс» 4-1, і «Сперс» вилетіли в першому раунді плей-оф вперше з 2000 року.

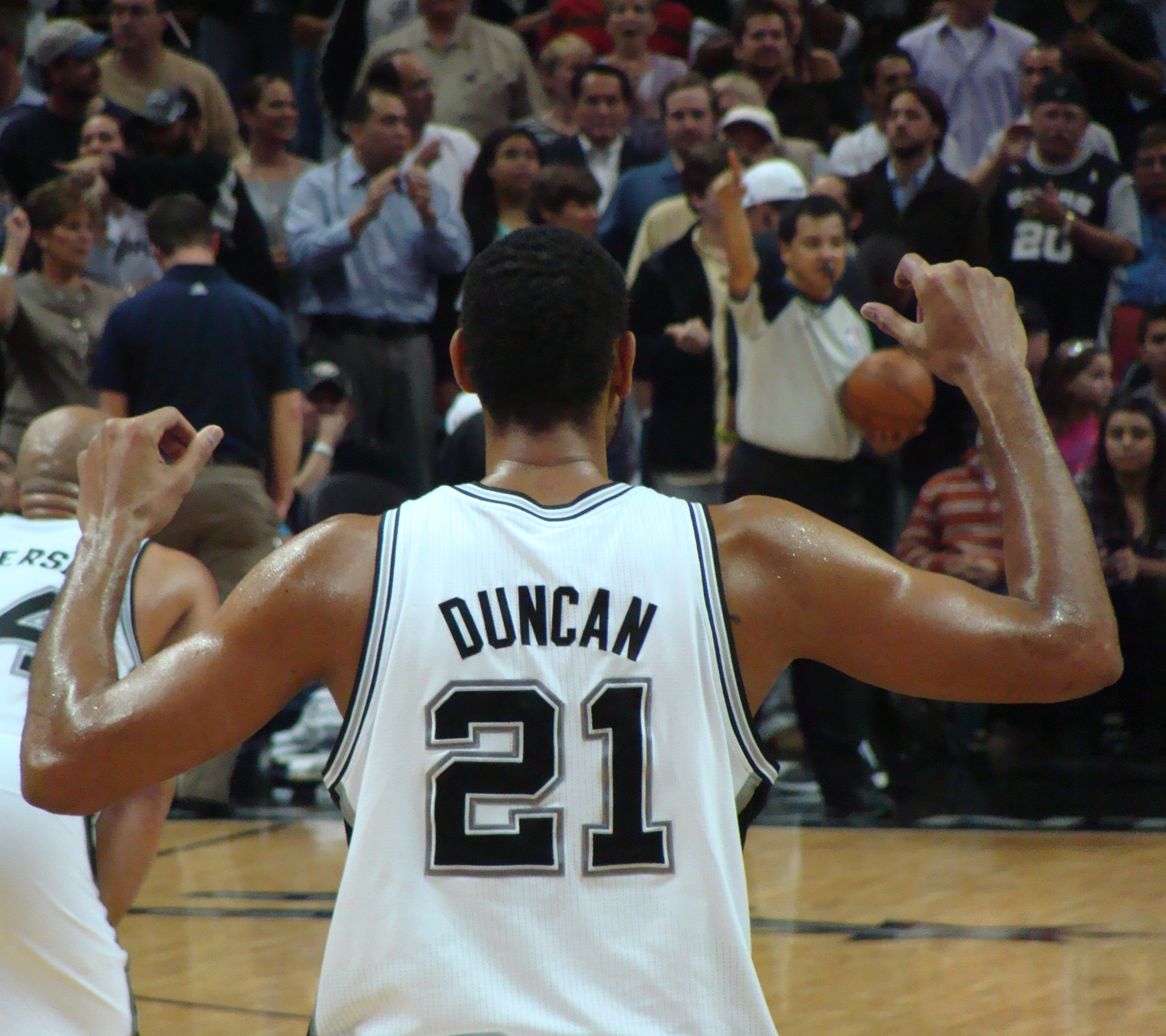
Тім Данкан

Перед початком наступного сезону «Сперс» помітно змінили свій склад: в команду прийшли Річард Джефферсон, Тео Ретліфф, Антоніо Макдаєсс, Деджуан Блер і Кейт Боганз. Команда почала сезон невдало: лише 5 перемог у перших 11 зустрічах. Але впевнена гра Данкана дозволила «Сперс» зробити ривок 9-6 до кінця листопада. Пізніше Тіма визнали найкращим гравцем Західної конференції останнього тижня листопада. Попри свої 34 роки, Данкан набирав 20 очок і робив 10 підбирань в середньому за гру. 21 січня 2010 року гравця обрали до стартової п'ятірки матчу всіх зірок НБА. «Сперс» завершили сезон на сьомому місці в конфернції й завоювали путівку в плей-оф 2010. У першому раунді вони помстилися торішнім кривдникам з Далласа 4-2, але вже в наступному раунді завершили боротьбу за чемпіонство, програвши «Фініксу» 4-0.
Після перших одинадцяти ігор нового сезону Данкан став найкращим гравцем «Сан-Антоніо Сперс» в історії за кількістю ігор і набраних очок. За цей час «Сперс» видали 12-матчеву переможну серію і стартували з показниками 13-2. 30 листопада 2010 року Данкан записав на свій рахунок третій трипл-дабл у кар'єрі в матчі проти «Голден-Стейт Ворріорс». 12 днів по тому в грі проти «Портленд Трейл-Блейзерс» Данкан зіграв свою 1000-ну гру, ставши 94-м гравцем в історії НБА, який зумів досягти цього. За ці 1000 ігор «Сперс» перемогли в 707 з них при 293 поразках. У тому сезоні «Сан-Антоніо» показали один з десяти найкращих стартів в історії НБА: після 33 ігор на рахунку команди було лише 4 поразки. І хоча Данкан показував найгірші в кар'єрі статистичні показники, але «Сперс» закінчили сезон на першому місці в Західній конференції і на другому після «Чикаго» у всій лізі. Але, попри настільки вдалий сезон (61-21), команда несподівано поступилася у першому раунді плей-оф 2011 «Мемфіс Ґріззліс» 4-2.
У сезоні 2011-12 «Сперс» знову посіли перше місце в Західній конференції. У регулярному чемпіонаті (у якому через локаут було проведено лише 66 ігор замість 82) команда поділила перше місце в лізі за кількістю перемог (50) разом з «Чикаго Буллз». Статистичні показники 36-річного Данкана були загалом на рівні минулого сезону (15,4 очка, 9,0 підбирання і 1,5 блокшота в середньому за гру). У плей-оф провідне тріо команди Данкан-Джинобілі-Паркер виглядало помітно відпочившим і видало 10-матчеву переможну серію, розгромивши в перших раундах «Юту Джаз» і «Лос-Анджелес Кліпперс». У фіналі конференції «Сан-Антоніо» протистояла «Оклахома-Сіті Тандер» зі своєю трійкою лідерів: найрезультативнішим гравцем регулярного чемпіонату 2011/2012 років Кевіном Дюрантом, одним з найкращих снайперів сезону розігруючим Расселом Вестбруком і найкращим шостим гравцем НБА сезону 2011/2012 років Джеймсом Гарденом. 31 травня 2012 року Тім встановив рекорд ліги за кількістю блокшотів в матчах плей-оф. У третьому поєдинку фіналу Західної конференції проти «Оклахоми» він довів загальну кількість заблокованих у плей-оф кидків до 477, випередивши за цим показником легендарного Каріма Абдул-Джаббара. Але після перемог у перших двох матчах «Сперс» у підсумку програли серію 4-2.
10 липня 2012 року 36-річний Данкан домовився про підписання нового трирічного контракту з «Сан-Антоніо» на суму 30 млн $. З допомогою таких гравців як  Денні Грін, Тьяго Спліттер, Гері Ніл і Кавай Леонард, який швидко мужнів упродовж останніх двох сезонів, Данкан і Сперс знову змогли потрапити до плей-оф 2013 з показниками в регулярному сезоні 58–24. Також Данкан повернувся в Гру всіх зірок і до складу першої збірної всіх зірок НБА. Він завершив регулярний сезон з показниками 23 785 очок за кар'єру, чим побив рекорд Джорджа Гервіна за кількістю очок у футболці Сперс (23 602). У плей-оф Сперс розгромили Лос-Анджелес Лейкерс, побили Голден-Стейт Ворріорз і перемогли Мемфіс Гріззліс з рахунком 4–0 у фіналі Західної конференції. У другій грі фіналу Західної конференції Данкан зробив свій 500-й блокшот у іграх плей-оф, ставши першим гравцем в історії НБА, який перетнув цю позначку, хоча НБА не вела статистики блокшотів до сезону 1973–74. У фінальній серії 2013 Сперс зустрілися з чинними тоді чемпіонами Маямі Гіт і ця серія проходила у впертій боротьбі. Маямі мали перевагу домашнього майданчика, але Сан-Антоніо виграли першу гру і перед шостою грою вели з рахунком 3–2. У тій грі Данкан закинув 25 очок у першій половині, свій найбільший доробок у одній з половин фінальних ігор. Однак Сперс програли ту гру в Овертаймі й зрештою поступились у вирішальній 7-й грі.

### П'яте чемпіонство (2013–14)
2 грудня 2013 року Данкан став найстарішим гравцем в історії НБА з показниками 20–20, набравши 23 очки і зробивши 21 підбирання, а також виконавши переможний кидок у стрибку в грі проти Атланти Гокс. Сперс закінчили регулярний сезон 2013–14 з найкращими в лізі 62-ма перемогами. У першому раунді плей-оф 2014 Сперс перемогли Даллас у семи іграх, потім здолали Портланд у півфіналі конференції в п'яти матчах, і у фіналі конференції Оклахому Сіті в шести іграх. «Сперс» знову вийшли у фінал ліги і взяли реванш за поразку торішньої давнини, перемігши той самий «Маямі Гіт» (рахунок у серії 4:1). В 3-й і 4-й іграх Сперс встановили рекорд за різницею м'ячів у фінальних іграх НБА. Також тріо Данкан-Джинобіллі-Паркер встановило рекорд за кількістю перемог в історії плей-оф НБА. Данкан встановив рекорди ліги за загальною кількістю проведеного ігрового часу і кількістю зроблених дабл-даблів в іграх плей-оф. Данкан став другим гравцем, після Джона Селлі, який став чемпіоном НБА в трьох різних десятиляттях.

### Останні роки (2014–2016)
23 червня 2014 року данкан підписав контракт вартістю $10.3 млн на сезон 2014–15. 14 листопада 2014 року він набрав 25 000-не очко у першій половині гри проти Лос-Анджелес Лейкес, яка закінчилася перемогою Сперс 93–80, ставши 19-м гравцем в історії НБА, якому підкорилася ця планка. 19 лютого 2015 року, набравши 30 очок проти Лос-Анджелес Кліпперс, потіснив з 16-го місця Алекса Інгліша у списку найкращих снайперів в історії НБА. 4 березні записав 6 підбирань проти Сакраменто Кінгс і таким чином розірвав поділ 9-го місця за кількістю підбирань за кар'єру з Нейтом Термондом. Два дні по тому зробив 2 блокшоти проти Денвер Наггетс і потіснив Патріка Юїнга з 6-го місця за блокшотами. 12 квітня проти Фінікс Санз зіграв свою 1 330-ту гру в кар'єрі і посів за цим показником 11-те місце, обійшовши Мозеса Мелоуна. Набравши 22 очки, також обійшов Кевіна Гарнетта в списку найкращих снайперів, вийшовши на 14-те місце. Сперс фінішували шостими в Західній конференції і в першому раунді плей-оф зустрілися з Лос-Анджелес Кліпперс. Їхнє сподівання на друге підряд чемпіонство зійшло нанівець 2 травня, коли вони програли Клепперс у семи зустрічах. Данкана пізніше, всьоме в кар'єрі, обрали до другої збірної всіх зірок захисту.
9 липня 2015 року Данкан переписав свій контракт зі Сперс на двохрічний. 2 листопада 2015 року, в переможній грі проти Нью-Йорк Нікс, Данкан набрав 16 очок, зробив 10 підбирань і віддав 6 передач, встановивши рекорд НБА за перемогами в складі однієї команди - 954. Попередній рекорд (953) належав Джону Стоктону в складі Юти Джаз. 11 листопада, в грі проти Портленд Трейл Блейзерс, він зробив 14 716-те підбирання, потіснивши за цим показником Роберта Періша з сьомого місця в списку лідерів НБА за підбираннями. 14 листопада, в переможній грі проти Філадельфії Севенті-Сіксерс, Данкан зробив п'ять блокшотів і з 2 955 блокшотами став лідером франшизи Сперс за цим показником, обійшовши колишнього товариша по команді Девіда Робінсона (2955). При цьому вийшов на п'яту сходинку в списку лідерів за блокшотами. Після того, як Данкан пропустив три гри через біль у правому коліні, він повернувся в гру 2 січня 2016 року проти Х'юстон Рокетс. У тій грі він не набрав жодного очка вперше за свою 19-річну кар'єру. Таким чином він провів найбільше ігор підряд з принаймні одним очком - 1 359. 27 лютого, в переможній грі проти Х'юстон Рокетс, він став п'ятим гравцем, який здолав позначку 3 000 блокшотів за кар'єру. На додаток, зробивши 6 підбирань у тій грі, Данкан досягнув показника 14 971 за кар'єру, потіснивши Карла Мелоуна (14 968) з шостого місця в історії Ліги. 10 березня Данкан став 6-м гравцем і історії ліги, який здолав планку  15 000 підбирань, здійснивши це досягнення в середині першої чверті переможної 109–101 гри Сперс проти Чикаго Буллз. 19 березня Данкан лише втретє за кар'єру розпочав гру з лавки запасних. Перемога над Ворріорз стала 44-ю підряд домашньою перемогою Сперс, включаючи сезон 2014–15. Цим вони поділили 2-ге місце з Чикаго Буллз 1995–96 за тривалістю серії домашніх перемог. 5 квітня, після перемоги над Ютою Джаз, він став третім гравцем з 1 000 перемог в регулярному сезоні. Перед ним цю позначку перетнули Карім Абдул-Джаббар і Роберт Періш. Сперс поступились команді Оклахома Сіті в другому раунді плей-оф.
28 червня 2016 року Данкан opted into контракт на суму $5.6 млн на сезон 2016–17. Однак, 11 липня 2016 року гравець оголосив про завершення професійної кар'єри після 19 сезонів у складі Сан-Антоніо.

## Статистика кар'єри в НБА
| † | Позначає сезон, у якому Данкан виграв звання чемпіона НБА |

### Регулярний сезон
| Сезон            | Команда           | GP    | GS    | MPG  | FG%  | 3P%  | FT%  | RPG  | APG | SPG | BPG | PPG  |
| ---------------- | ----------------- | ----- | ----- | ---- | ---- | ---- | ---- | ---- | --- | --- | --- | ---- |
| 1997–98          | Сан-Антоніо Сперс | 82    | 82    | 39.1 | .549 | .000 | .662 | 11.9 | 2.7 | .7  | 2.5 | 21.1 |
| 1998–99†         | Сан-Антоніо Сперс | 50    | 50    | 39.3 | .495 | .143 | .690 | 11.4 | 2.4 | .9  | 2.5 | 21.7 |
| 1999–00          | Сан-Антоніо Сперс | 74    | 74    | 38.9 | .490 | .091 | .761 | 12.4 | 3.2 | .9  | 2.2 | 23.2 |
| 2000–01          | Сан-Антоніо Сперс | 82    | 82    | 38.7 | .499 | .259 | .618 | 12.2 | 3.0 | .9  | 2.3 | 22.2 |
| 2001–02          | Сан-Антоніо Сперс | 82    | 82    | 40.6 | .508 | .100 | .799 | 12.7 | 3.7 | .7  | 2.5 | 25.5 |
| 2002–03†         | Сан-Антоніо Сперс | 81    | 81    | 39.3 | .513 | .273 | .710 | 12.9 | 3.9 | .7  | 2.9 | 23.3 |
| 2003–04          | Сан-Антоніо Сперс | 69    | 68    | 36.6 | .501 | .167 | .599 | 12.4 | 3.1 | .9  | 2.7 | 22.3 |
| 2004–05†         | Сан-Антоніо Сперс | 66    | 66    | 33.4 | .496 | .333 | .670 | 11.1 | 2.7 | .7  | 2.6 | 20.3 |
| 2005–06          | Сан-Антоніо Сперс | 80    | 80    | 34.8 | .484 | .400 | .629 | 11.0 | 3.2 | .9  | 2.0 | 18.6 |
| 2006–07†         | Сан-Антоніо Сперс | 80    | 80    | 34.1 | .546 | .111 | .637 | 10.6 | 3.4 | .8  | 2.4 | 20.0 |
| 2007–08          | Сан-Антоніо Сперс | 78    | 78    | 34.0 | .497 | .000 | .730 | 11.3 | 2.8 | .7  | 1.9 | 19.3 |
| 2008–09          | Сан-Антоніо Сперс | 75    | 75    | 33.6 | .504 | .000 | .692 | 10.7 | 3.5 | .5  | 1.7 | 19.3 |
| 2009–10          | Сан-Антоніо Сперс | 78    | 77    | 31.3 | .519 | .182 | .725 | 10.1 | 3.2 | .6  | 1.5 | 17.9 |
| 2010–11          | Сан-Антоніо Сперс | 76    | 76    | 28.3 | .500 | .000 | .716 | 8.9  | 2.7 | .7  | 1.9 | 13.4 |
| 2011–12          | Сан-Антоніо Сперс | 58    | 58    | 28.2 | .492 | .000 | .695 | 9.0  | 2.3 | .7  | 1.5 | 15.4 |
| 2012–13          | Сан-Антоніо Сперс | 69    | 69    | 30.1 | .502 | .286 | .817 | 9.9  | 2.7 | .7  | 2.7 | 17.8 |
| 2013–14†         | Сан-Антоніо Сперс | 74    | 74    | 29.2 | .490 | .000 | .731 | 9.7  | 3.0 | .6  | 1.9 | 15.1 |
| 2014–15          | Сан-Антоніо Сперс | 77    | 77    | 28.9 | .512 | .286 | .740 | 9.1  | 3.0 | .8  | 2.0 | 13.9 |
| 2015–16          | Сан-Антоніо Сперс | 61    | 60    | 25.2 | .488 | .000 | .702 | 7.3  | 2.7 | .8  | 1.3 | 8.6  |
| Кар'єра          | Кар'єра           | 1,392 | 1,389 | 34.0 | .506 | .179 | .696 | 10.8 | 3.0 | .7  | 2.2 | 19.0 |
| Матчі всіх зірок | Матчі всіх зірок  | 14    | 12    | 21.1 | .549 | .250 | .765 | 9.1  | 2.1 | .9  | .6  | 9.9  |

### Плей-оф
| Сезон   | Команда           | GP  | GS  | MPG  | FG%  | 3P%   | FT%  | RPG  | APG | SPG | BPG | PPG  |
| ------- | ----------------- | --- | --- | ---- | ---- | ----- | ---- | ---- | --- | --- | --- | ---- |
| 1998    | Сан-Антоніо Сперс | 9   | 9   | 41.6 | .521 | .000  | .667 | 9.0  | 1.9 | .6  | 2.6 | 20.7 |
| 1999†   | Сан-Антоніо Сперс | 17  | 17  | 43.1 | .511 | .000  | .748 | 11.5 | 2.8 | .8  | 2.6 | 23.2 |
| 2001    | Сан-Антоніо Сперс | 13  | 13  | 40.5 | .488 | 1.000 | .639 | 14.5 | 3.8 | 1.1 | 2.7 | 24.4 |
| 2002    | Сан-Антоніо Сперс | 9   | 9   | 42.2 | .453 | .333  | .822 | 14.4 | 5.0 | .7  | 4.3 | 27.6 |
| 2003†   | Сан-Антоніо Сперс | 24  | 24  | 42.5 | .529 | .000  | .677 | 15.4 | 5.3 | .6  | 3.3 | 24.7 |
| 2004    | Сан-Антоніо Сперс | 10  | 10  | 40.5 | .522 | .000  | .632 | 11.3 | 3.2 | .8  | 2.0 | 22.1 |
| 2005†   | Сан-Антоніо Сперс | 23  | 23  | 37.8 | .464 | .200  | .717 | 12.4 | 2.7 | .3  | 2.3 | 23.6 |
| 2006    | Сан-Антоніо Сперс | 13  | 13  | 37.9 | .573 | .000  | .718 | 10.5 | 3.3 | .8  | 1.9 | 25.8 |
| 2007†   | Сан-Антоніо Сперс | 20  | 20  | 36.8 | .521 | .000  | .644 | 11.5 | 3.3 | .7  | 3.1 | 22.2 |
| 2008    | Сан-Антоніо Сперс | 17  | 17  | 39.2 | .449 | .200  | .626 | 14.5 | 3.3 | .9  | 2.1 | 20.2 |
| 2009    | Сан-Антоніо Сперс | 5   | 5   | 32.8 | .532 | .000  | .607 | 8.0  | 3.2 | .6  | 1.2 | 19.8 |
| 2010    | Сан-Антоніо Сперс | 10  | 10  | 37.3 | .520 | .500  | .478 | 9.9  | 2.6 | .8  | 1.7 | 19.0 |
| 2011    | Сан-Антоніо Сперс | 6   | 6   | 35.3 | .478 | .000  | .625 | 10.5 | 2.7 | .5  | 2.5 | 12.7 |
| 2012    | Сан-Антоніо Сперс | 14  | 14  | 33.1 | .495 | .000  | .707 | 9.4  | 2.8 | .7  | 2.1 | 17.4 |
| 2013    | Сан-Антоніо Сперс | 21  | 21  | 35.0 | .470 | .000  | .806 | 10.2 | 1.9 | .9  | 1.6 | 18.1 |
| 2014†   | Сан-Антоніо Сперс | 23  | 23  | 32.7 | .523 | .000  | .760 | 9.1  | 1.9 | .3  | 1.3 | 16.3 |
| 2015    | Сан-Антоніо Сперс | 7   | 7   | 35.7 | .589 | .000  | .559 | 11.1 | 3.3 | 1.3 | 1.4 | 17.9 |
| 2016    | Сан-Антоніо Сперс | 10  | 10  | 21.8 | .423 | .000  | .714 | 4.8  | 1.4 | .2  | 1.3 | 5.9  |
| Кар'єра | Кар'єра           | 251 | 251 | 37.3 | .501 | .143  | .689 | 11.4 | 3.0 | .7  | 2.3 | 20.6 |

## Національна збірна
У 1998 році Данкан був покликаний в національну збірну США для участі на чемпіонаті світу. Однак, через локаут було ухвалено рішення про розформування цієї команди і набір нової з гравців, що представляють КБА та місцеві коледжі. Перший шанс зіграти за збірну представився в 1999, коли Данкана викликали на відбіркові матчі до Олімпійських ігор. Він набирав 12,7 очка, 9,1 підбирання і 2,4 блокшота в середньому за гру і допоміг команді здобути у кваліфікації 10 перемог у 10 матчах. Але взяти участь у Олімпіаді в Сіднеї Данкану не судилося: травма коліна змусила його відмовитися.
У 2003 Данкан також був у складі збірної, яка здобула десять перемог і пробилася на Олімпійські ігри в Афінах. Тім починав всі матчі в старті, набираючи в середньому за гру 15,6 очка, 8,0 підбирань, 1,56 блокшота і показуючи точність понад 60% влучень з гри. Збірна ж поступилася за турнір тричі і змогла завоювати лише бронзові медалі. Команда програла за цей турнір більше, ніж за попередні 68 років разом узяті. Цей випадок також став першим в історії, коли професійні гравці НБА повернулися додому без олімпійського золота. Після невдачі Данкан вирішив завершити міжнародну кар'єру. Загалом Данкан провів за національну команду 40 матчів.

## Ігровий профіль
Данкан починав свою кар'єру на позиції важкого форварда, але також міг грати і центровим. Набираючи в середньому за кар'єру дабл-дабл (очки і підбирання), Данкана вважають одним з найбільш стабільних гравців НБА. Він виборював нагороди кожного сезону, починаючи з дебютного 1998 року, а також постійно був серед кандидатів на звання найціннішого гравця НБА і найкращого захисного гравця НБА. Бувши одним із найкращих захисних гравців, Данкан постійно посідав верхні місця в рейтингах найкращих за набраними очками, підбір і блокшотам. Його головним недоліком залишається реалізація штрафних кидків, де його відсоток попадання залишається на рівні менше 70.
Крім видатних статистичних показників, які гравець показував упродовж всієї кар'єри, Данкан здобув стійку репутацію гравця вирішальних хвилин і гравця, який не втрачає самовладання в найбільш напружені моменти. Свідченням цього є три нагороди найціннішого гравця фіналу НБА і те, що статистика Данкана в плей-оф краща, ніж в регулярному чемпіонаті. Одинадцятиразовий чемпіон НБА Білл Расселл хвалив гравця за здатність віддати пас і оцінював його, як одного з найкращих гравців свого покоління. Цю думку поділяв і 19-разовий учасник матчів всіх зірок НБА Карім Абдул-Джаббар. Багато баскетбольних експертів називають Данкана одним з найвизначніших важких форвардів в історії НБА, хоча і головний тренер команди і Джинобілі з Паркером багато зробили для успіхів «Сан-Антоніо Сперс». Критики Данкана присвоїли йому прізвисько «нудний» через його неефектний, простий стиль гри. Після того, як він завоював перший чемпіонський перстень у 1999 році журнал «Sports Illustrated» описав Данкана як «нудного, тихого MVP». Цю характеристику використовують і дотепер.

### Нагороди

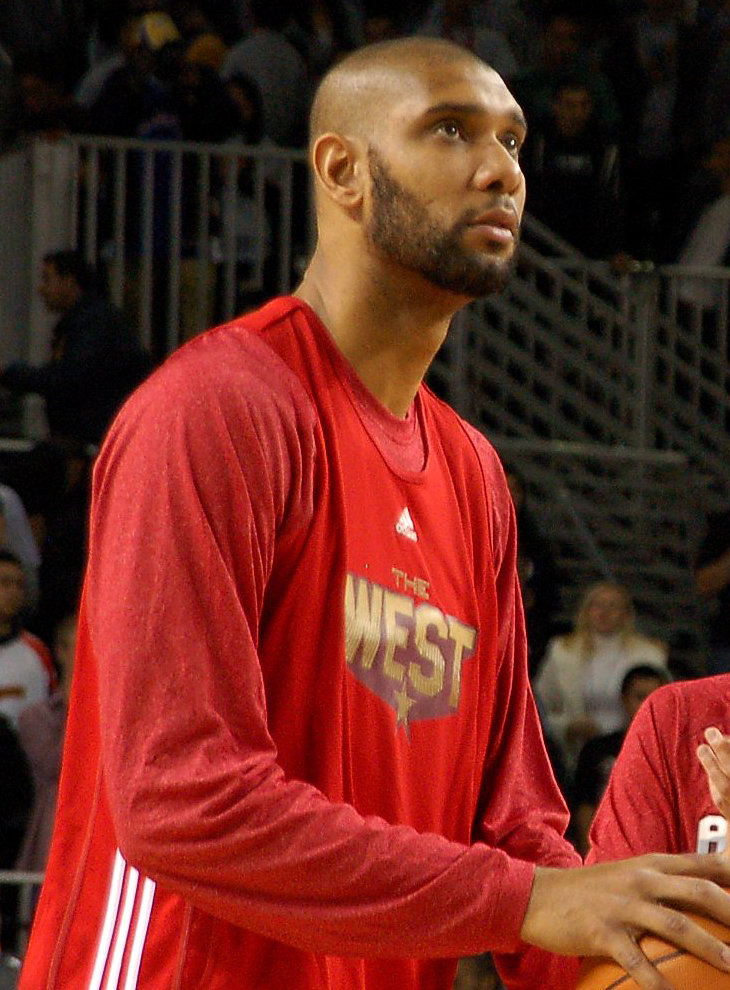
Данкан на Матч всех звёзд НБА 2011 года

За свою кар'єру Данкан зібрав велику кількість різноманітних індивідуальних і командних нагород, включаючи 2 нагороди MVP (2002, 2003), 5 чемпіонських титулів НБА (1999, 2003, 2005, 2007, 2014) і 3 нагороди MVP фіналу НБА (1999, 2003, 2005). Під час навчання в коледжі він діставав нагороду від палати представників США, називався атлетом року конференції Атлантичного узбережжя, завойовував нагороду імені Джона Вудена і був обраний найкращим гравцем року серед студентів (всі нагороди здобув 1997 року). У свій дебютний рік у НБА (1998) Данкан був названий новачком року і отримав виклик в команду новачків НБА. За свою кар'єру гравця 13 разів викликали в команду всіх зірок НБА і 13 разів в команду всіх зірок захисту НБА. Данкана вибирали в команду всіх зірок НБА 8 дебютних сезонів поспіль, і він є одним з чотирьох баскетболістів, кому це вдавалося. Тім став в один ряд з внесеними в Зал слави НБА легендами: Бобом Петтітом, Ларрі Бердом і Оскаром Робертсоном. Крім того, Данкан є єдиним гравцем в історії НБА, який отримував нагороди всіх зірок і всіх зірок захисту НБА 13 разів поспіль (від сезону 1997-98 до сезону 2009-10).
Також Асоціація професійних баскетбольних досліджень назвала Данкана одним із «100 найкращих баскетболістів-професіоналів XX століття». В сезоні 2001-02 він отримав нагороду від IBM і приз MVP за версією журналу «The Sporting News». 18 лютого 2006 року Данкан був названий одним із «наступних 10 найвизначніших гравців» у релізі, присвяченому десятій річниці вибору списку 50 найвизначніших гравців в історії НБА, який проводився телеканалом ТНТ. Знамените видання «Sports Illustrated» назвало Данкана «гравцем десятиліття».

## За межами майданчика
У Данкана є дві старші сестри Шеріл і Тріша. Як і його молодший брат вони займалися спортом: Шеріл була плавчинею непоганого рівня, але потім вирішила стати медсестрою, а Тріша навіть виступала за збірну Американських Віргінських островів з плавання на Олімпійських іграх 1988 року в Сеулі. 2001 року Тім одружився з Емі, а влітку 2005 року в них народилася дівчинка, яку назвали Сідні. 2007 року в їхній родині з'явилася на світ друга дитина, цього разу хлопчик. Емі разом з Тімом заснували «Фонд Тіма Данкана», який здійснює свою діяльність в галузях дослідження медицини і освіти, а також розвитку дитячого спорту в Сан-Антоніо, в Вінстон-Сейлемі і на Американських Віргінських островах. Від 2001 до 2002 року цей фонд зібрав понад 350000$ для боротьби з раком грудей і раком простати. Капітан «Сперс» також підтримує центр дітей-сиріт, дитячий центр в Сан-Антоніо і центр дослідження та терапії ракових утворень.
Сам Данкан порівнює себе з Віллом Хантінгом з фільму «Розумник Вілл Гантінґ»: «Я більш висока, але менш вибухова версія героя, якого зіграв Деймон в цьому фільмі. Мені дійсно подобається те, як він вивчає людей і виявляє їх недоліки, тільки задаючи питання і залишаючи дивовижні коментарі». Серед своїх близьких друзів Тім відзначає колишнього партнера Антоніо Деніелса, який описав Данкана як веселу, товариську, але злегка вперту людину.
Крім того Данкан любить регулярні для США фестивалі в стилі епохи Відродження, а також є шанувальником рольової гри Dungeons & Dragons. Бувши завзятим гравцем у відео ігри, Данкан зізнається, що отримує задоволення, граючи «самим собою» в різних баскетбольних симуляторах. Також Тім говорив, що якби він мав шанс, він хотів би зіграти один-на-один з легендами НБА Вілтом Чемберленом або Карімом Абдул-Джаббаром.